# Dener Assunção Braz
Dener Assunção Braz, noto anche con lo pseudonimo di Dener (Bagé, 28 giugno 1991 – La Unión, 28 novembre 2016), è stato un calciatore brasiliano, di ruolo difensore.

## Carriera
Ha giocato nella Série A brasiliana con le maglie di Coritiba e Chapecoense.
È deceduto, insieme a gran parte della squadra, altri passeggeri e componenti dell'equipaggio, in seguito ad un incidente aereo avvenuto il 28 novembre in Colombia, mentre si stava recando con la squadra a Medellín per disputare la finale della Coppa Sudamericana.

## Palmarès

### Competizioni statali
- Campionato Gaucho: 1

Grêmio: 2010
- Campionato paulista: 1

Ituano: 2014

### Competizioni internazionali
- Coppa Sudamericana: 1

Chapecoense: 2016 (postumo)